# Індукційні грані кристалу
Індукці́йні гра́ні криста́лу (рос. грань индукционная, англ. inductor face, нім. Induktionskante f) — у мінералогії — плоскі поверхні дотику сусідніх кристалів, які виникають при їх сумісному рості.

## Дивись також
- Псевдогрань
- Грань (геологія)